# Song Lihui
Song Lihui (宋黎辉S, Sòng LíhuīP; Shenyang, 15 novembre 1974) è un dirigente sportivo, allenatore di calcio ed ex calciatore cinese, di ruolo centrocampista.

## Palmarès

### Giocatore

#### Competizioni nazionali
- Campionato cinese: 2

Shandong Luneng: 1998, 2006